# Estação Ferroviária de Pinhel

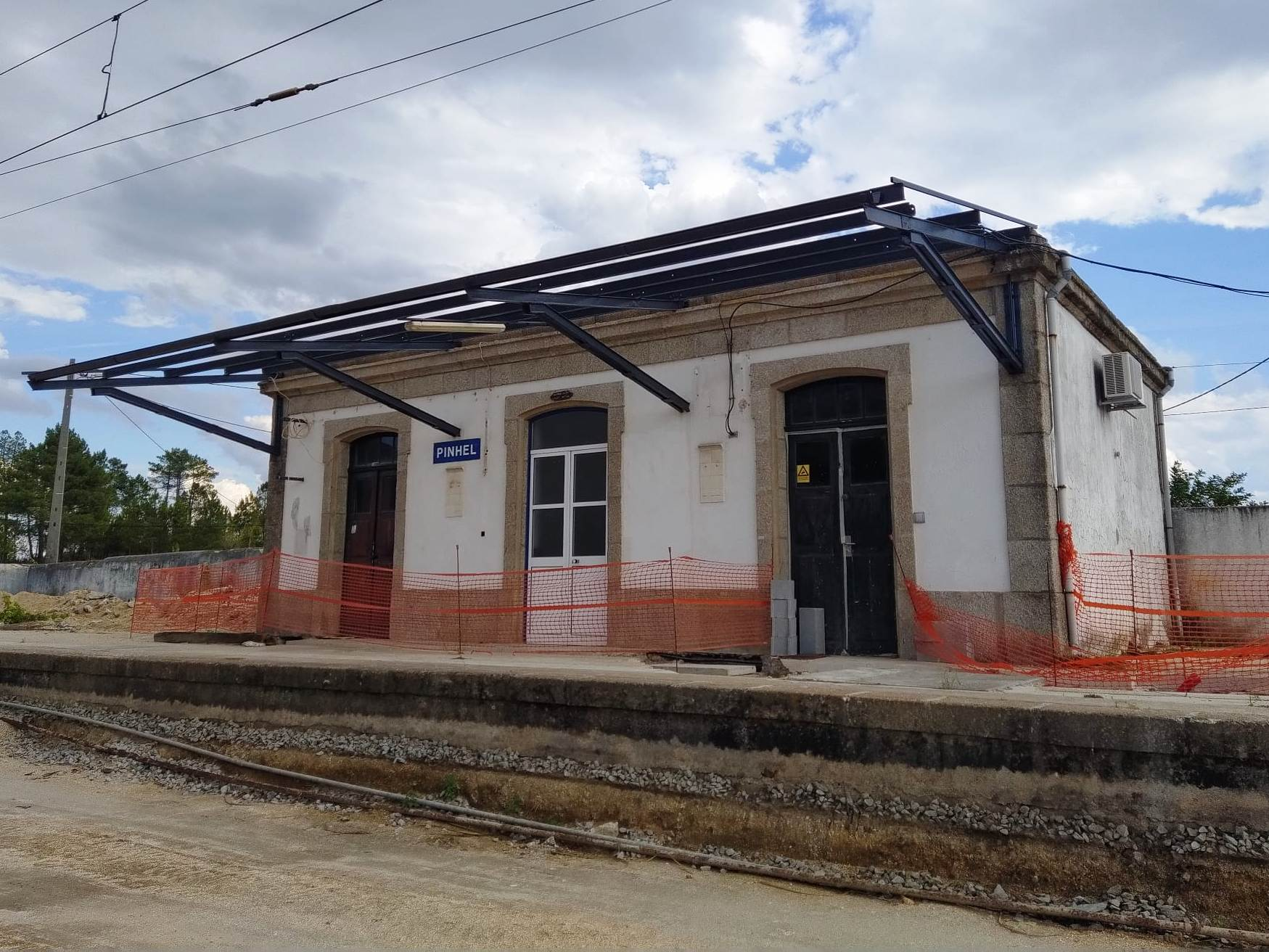
A estação de Pinhel durante as obras da Linha da Beira Alta, em 2022.

A Estação Ferroviária de Pinhel é uma gare, atualmente encerrada, da Linha da Beira Alta. Situa-se na localidade de Pinhel-Gare, anexa da antiga freguesia de Bouça Cova, pertencente ao concelho de Pinhel e ao Distrito da Guarda, em Portugal. 
Projectado para servir a cidade de Pinhel, localiza-se 20 km a sudoeste desta. 

## Caracterização

### Descrição física
Segundo dados oficiais de 2011, a estação ferroviária de Pinhel apresentava duas vias de circulação, ambas com 565 m de comprimento, e duas gares com 139 e 131 m de extensão, e 30 e 40 cm de altura. O edifício de passageiros situa-se do lado nascente da via (lado esquerdo do sentido ascendente, a Vilar Formoso).

## História
A Linha da Beira Alta entrou ao serviço, de forma provisória, no dia 1 de Julho de 1882, tendo a linha sido totalmente inaugurada no dia 3 de Agosto do mesmo ano, pela Companhia dos Caminhos de Ferro Portugueses da Beira Alta. Pinhel constava já do elenco original de estações e apeadeiros, mas ainda com a categoria de apeadeiro.
Em 1933, a Companhia da Beira Alta levou a cabo obras de reparação na estação de Pinhel, tendo sido substituídos os rebocos exteriores e as pinturas.
Em Maio de 1984, era utilizada por serviços Regionais e semi-directos da operadora Caminhos de Ferro Portugueses.
Em Outubro de 2006, era servida por serviços Regionais, mas estes serviços seriam suprimidos em 22 Abril de 2007.
Em 2022 a estação foi alvo de intervenções parte da Ferrovia 2020, o layout da estação foi alterado para ser possível cruzamento de comboios de 750 metros.